# Černý trojúhelník (oblast)

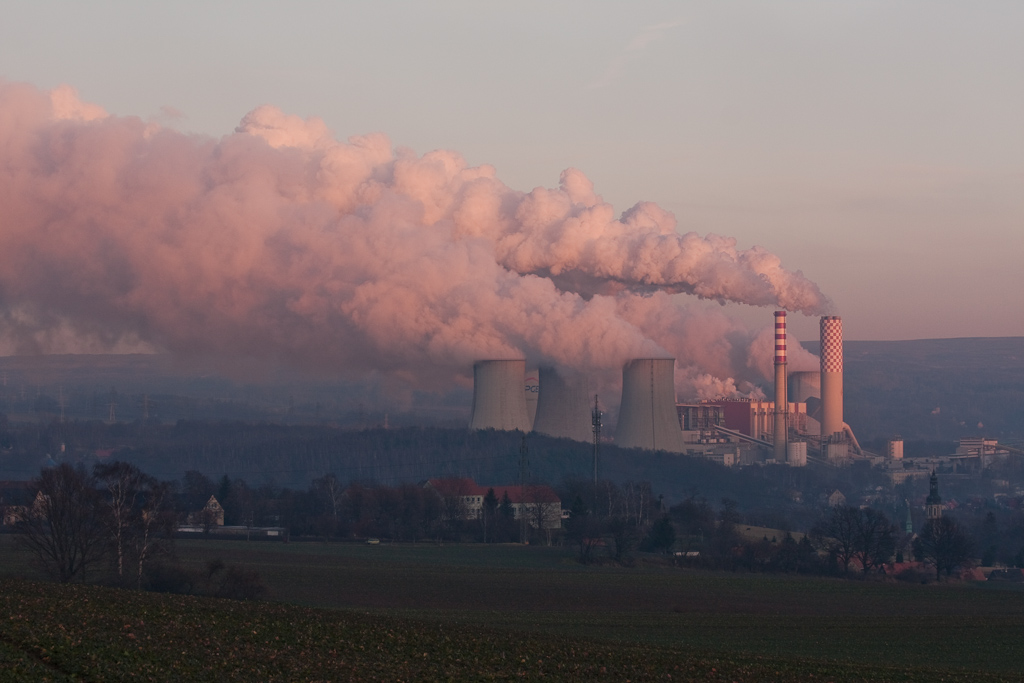
Hnědouhelná elektrárna Turów

Jako Černý trojúhelník (německy Schwarzes Dreieck, polsky Czarny trójkąt) je označováno území na hranicích České republiky, Německa a Polska s přibližným středem v německé Žitavě. Toto území je známé pro své vysoké znečištění, zapříčiněné dlouholetou industriální činností, která zde probíhala ve 20. století. Jde o jednu z nejvíce znečištěných oblastí v Evropě.

## Obecné informace
Oblast černého trojúhelníku zahrnuje severozápad Čech, východ Německa a jihozápad Polska. V průběhu 70. a 80. let bylo toto území považováno za oblast s nejvíce znečištěným ovzduším, a to nejen v Evropě, ale po celém světě. Tou dobu vládnoucí komunistická strana nedokázala čelit nadcházejícím problémům a k situaci se nevyjadřovala. Oblast se soustředila na vysoký těžební průmysl a probíhala zde těžba nekvalitního hnědého uhlí. Spalování a chemické zpracování uhlí a uranu mělo fatální dopady nejen na okolní krajinu, ale rovněž na zdraví tamějších obyvatel. Kvůli vysoké koncentraci oxidu siřičitého (SO2) ve vzduchu, bylo doporučeno nevycházet z domu.

## Vymezení oblasti

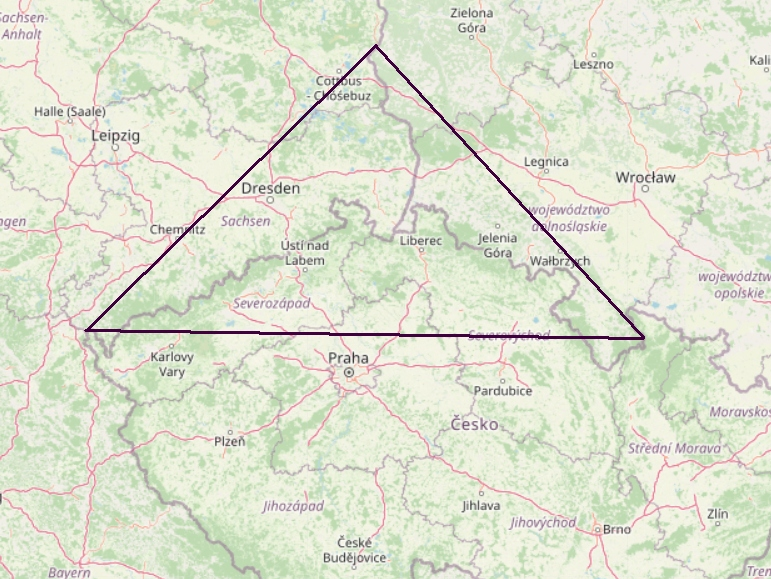
Oblast Černého trojúhelníku

Oblast Černého trojúhelníku se nachází na pohraničí České republiky, Polské republiky a Spolkové republiky Německa. Přesněji pak na území Karlovarského kraje, Ústeckého kraje, Libereckého kraje, Královéhradeckého kraje, Slezského vojvodství, Opolského vojvodství, Dolnoslezského vojvodství a Saska.

## Historie průmyslové oblasti Černého trojúhelníku
Historie průmyslu v oblasti sahá až do pravěku. Následně ve středověku se zde zejména těžilo stříbro a železo. V 19. století, během Průmyslové revoluce, se zde začalo těžit hnědé uhlí, což umožnilo rozvoji těžkého průmyslu. V meziválečném období se oblast dočkala značné modernizace, která se později zneužila pro výrobu zbraní německé armády během druhé světové války. Po válce byly průmyslové závody znárodněny a využity k hospodářským plánům Sovětského svazu. Během let 1989–1990 došlo k zprivatizování místních průmyslových budov. Oblast Černého trojúhelníku je dnes ekonomicky podstatnou oblastí, která se zaměřuje na energetiku, hutnický průmysl a strojírenský sektor. Nutno podotknout, že ekologické a udržitelné technologie se stávají stále důležitějšími aspekty průmyslového rozvoje v této oblasti.

## Následky

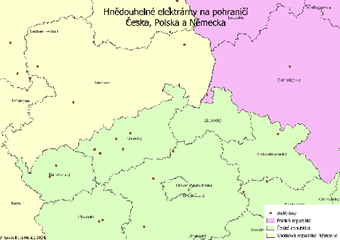
Hnědouhelné elektrárny v oblasti pohraničí Česka, Polska a Německa

Důsledkem průmyslové činnosti v trojúhelníku bylo obrovské množství emisí pevných částic, těžkých kovů, oxidu siřičitého a oxidu dusíku, které z velké části zničily přilehlé lesy Jizerských hor kyselými dešti, a negativně ovlivnily zdraví obyvatel.
V minulosti u nás představovaly koncentrace SO2 velmi významný problém. V současnosti jsou hluboko pod hodnotami emisních limitů, a to zejména díky nové legislativě, díky níž se výrazně snížily emise z tepelných elektráren i průmyslových podniků. Nejhorší byla situace v 80. letech 20. století. V letech 1982–1988 se hodnota roční průměrné koncentrace SO2 pohybovala mezi 80 – 100  µg/m3.O vůbec nejvíce živin přišly lesní půdy v 50. až 90. letech 20. století. Ministerstvo životního prostředí uvádí, že měřená data ukazují i během masivního odsiřování v letech 1993 až 2004 se v Česku další okyselení půdy.
Právě v důsledku kyselé atmosféry a nevhodným lesnickým postupům (rozvoj méně stabilních smrkových porostů, rozsáhlá těžba s využitím těžké techniky a neúčinná kontrola epidemií hmyzu) došlo v 70. a 80. letech 20. století v Jizerských horách k výraznému poklesu množství podpovrchové vody. Podle zprávy NASA EOS, “Changes in Biological Cycles”, muselo být kvůli vážnému poškození porostu vykáceno od poloviny 20. stol. přibližně 30 000 hektarů lesů, z toho 52 % na české straně Krušných hor. Zalesňování bylo, hlavně z důvodu silné konkurence invazní trávy Calamagrostis villosa, neúspěšné.
V roce 1991 sepsaly tři sousedící státy v Černém trojúhelníku dohodu o kooperaci při řešení problémů v Černém trojúhelníku, zejména při odsiřování elektráren a půdy, což způsobilo v následujících letech značné zlepšení.
V listopadu roku 1989 se v Teplicích uskutečnily demonstrace kvůli znečištěnému ovzduší smogem. Demonstrace byla úspěšná, neboť smog byl eliminován. V roce 1991 tehdejší Československo, NDR a Polsko podepsaly veřejné prohlášení o spolupráci při řešení environmentálních problémů na území Černého trojúhelníku, tzv. deklaraci. Evropská komise přispěla na financování projektů prostřednictvím svého programu Phare. To vedlo ke zvýšení kvality ovzduší a postupnému zotavování přírody. Konkrétně na Krušnohorsku se Lesy ČR se chopily iniciativy ve výsadbě nových stromků. V roce 1999 byl podle Českého hydrometeorologického ústavu zaznamenán pokles emisí SO2   oproti předešlému roku o 40 %.
Region zůstává důležitým průmyslovým centrem, které potýkají vážné environmentální problémy. Uhelný důl Turów, jenž provozuje společnost Polska Grupa Energetyczna, ročně vyprodukuje přibližně 30 milionů tun hnědého uhlí. Důl a jeho rozsáhlé skládky nyní pokrývají více než polovinu Turszowské pánve. V současnosti je největším znečišťovatelem na českém území elektrárenská společnost ČEZ.

## Současnost
"K výraznému snížení emisních koncentrací SO2 došlo po roce 1998 v souvislosti s nabytím účinnosti zákona č. 309/1991 Sb. a splněním předepsaných emisních limitů. V období 2010–2020 je zpočátku patrné mírné zvýšení znečištění SO2, ale od roku 2012 do roku 2016 je zřetelný další klesající průběh. V roce 2017 byl pokles přerušen a v roce 2018 opět obnoven na většině lokalit. V roce 2019 a 2020 pokračoval mírný pokles imisních charakteristik SO2. Tento pokles je patrný u většiny stanic. Naopak vzestup je zřetelný v roce 2020 na stanici Lom – zde lze předpokládat vliv průmyslových zdrojů. K výraznému snížení imisních koncentrací SO2 došlo po roce 1998 v souvislosti s nabytím účinnosti zákona č. 309/1991 Sb. a splněním předepsaných emisních limitů."
V období 2010–2020 je zpočátku patrné mírné zvýšení znečištění SO2, ale od roku 2012 do roku 2016 je zřetelný další klesající průběh. V roce 2017 byl pokles přerušen a v roce 2018 opět obnoven na většině lokalit. V roce 2019 a 2020 pokračoval mírný pokles imisních charakteristik SO2. Tento pokles je patrný u většiny stanic. Naopak vzestup je zřetelný v roce 2020 na stanici Lom – zde lze předpokládat vliv průmyslových zdrojů.
Znečištění ovzduší oxidem siřičitým v roce 2020 vzhledem k imisním limitům pro ochranu ekosystémů a vegetace: "Na venkovském území ČR nedošlo v roce 2020 k překročení horní meze pro posuzování jak u roční průměrné koncentrace SO2, tak v případě průměrné koncentrace za zimní období 2020/2021. K překročení této horní meze pro posuzování roční průměrné koncentrace SO2 došlo pouze ve městech Ostrava a Třinec. V roce 2020 nebyl v ČR překročen hodinový ani 24hodinový imisní limit oxidu siřičitého (SO2) na žádné měřicí stanici, takže oba imisní limity byly splněny."
Úroveň znečištění ovzduší závisí v daném roce na množství emisí a převažujících meteorologických a rozptylových podmínkách. Rok 2020 byl z hlediska kvality ovzduší výjimečně příznivý. V roce 2020 byly, s výjimkou benzenu, naměřeny nejnižší imisní koncentrace látek všech znečišťujících ovzduší za hodnocené období 2010–2020.
Nyní je situace v oblasti Černého trojúhelníku mnohem lepší. Lesní porost se z velké části zotavil a, z některých povrchových dolů dokonce vznikla po jejich rekultivaci místa určená k rekreaci a odpočinku.

## Prevence před podobnými událostmi
V budoucnu se dá předejít podobným událostem následujícími návrhy:
Opatření na snížení emisí. Zavedení přísnějších pravidel a kontrol pro průmyslové podniky a energetická zařízení s důrazem na omezení emisí.
Podpora udržitelné energetiky. Investice do obnovitelných zdrojů energie a energetické efektivnosti mohou přispět k omezení závislosti na fosilních palivech a k modernizaci průmyslových provozů.
Monitorování a sankce. Zlepšení monitorovacích mechanismů kvality ovzduší s průběžným hodnocením na základě vědeckých poznatků a pravidelné kontroly dodržování předpisů s vymáháním přísných sankcí pro porušitele.
Spolupráce s EU a mezinárodními partnery. Zapojení do společných programů a iniciativ EU na ochranu životního prostředí a výměna osvědčených postupů s ostatními zeměmi. Dále také spolupráce mezi státem, místními orgány, průmyslovými subjekty a občany.
Informování veřejnosti. Zvýšení povědomí veřejnosti o vlivu znečišťování na životní prostředí a zdraví a také podpora zapojení občanů do snah o zlepšení dané situace.